# Zgrada Muzeja u Brdovcu
Zgrada Muzeja u Brdovcu, građevina u mjestu i gradu Brdovec.

## Opis
Zgrada Muzeja u Brdovcu (nekadašnja stambena građevina obitelji Janeković) smještena je uz cestu u istočnom dijelu naselja. Tipološki pripada slobodnostojećoj visokoj prizemnici sa suterenom, a zaključena je četverostrešnim krovištem. Sagrađena je u prvoj polovini 20. stoljeća, a skromna arhitektonska plastika izvedena je elementima art deco stila. Tlocrtni raspored, simetričan u zoni suterena i prizemlja, formiran je oko središnjega hodnika L oblika oko kojega su izvedene međusobno povezane prostorije. Muzejska građa izložena je u sjevernim reprezentativnim prostorijama. Zbog visokoga stupnja očuvanosti interijera te gotovo izvornoga arhitektonskoga stanja zgrada Muzeja u Brdovcu predstavlja značajno ostvarenje stambene arhitekture reprezentativnoga karaktera prve polovine 20. stoljeća na brdovečkom području.

## Zaštita
Pod oznakom Z-7053 zavedena je kao nepokretno kulturno dobro - pojedinačno, pravna statusa zaštićena kulturnog dobra, klasificirano kao "profana graditeljska baština".